# Sept Lois
 (avril 2012).
Si vous disposez d'ouvrages ou d'articles de référence ou si vous connaissez des sites web de qualité traitant du thème abordé ici, merci de compléter l'article en donnant les références utiles à sa vérifiabilité et en les liant à la section « Notes et références ».

Division politique centralisatrice de la République du Mexique depuis les bases de l'organisation politique au Mexique.

Les Sept Lois (Siete Leyes) sont une série de lois constitutionnelles qui ont modifié la structure organisationnelle de la jeune République mexicaine. Elles ont été adoptées par le Congrès sous la présidence de Antonio López de Santa Anna le 23 octobre 1835 et promulguées sous celle du président intérimaire José Justo Corro, le 30 décembre 1836. Elles visent à centraliser et renforcer le gouvernement fédéral à un moment où l'indépendance même du Mexique était en question.

## Les lois
1. Les 15 articles de la première loi accordent la citoyenneté à ceux qui savent lire et ont un revenu annuel de 100 pesos, sauf pour les travailleurs domestiques, qui n'ont pas le droit de vote.
2. La deuxième loi permet au président de clore le Congrès et supprimer la Cour suprême de justice du Mexique. Les officiers militaires ne sont pas autorisés à assumer cette fonction.
3. Les 58 articles de la troisième loi établissent un Congrès bicaméral de députés et de sénateurs, élus par les organes gouvernementaux. Les députés ont un mandat de quatre ans, les sénateurs de six ans.
4. Les 34 articles de la quatrième loi précisent que la Cour suprême, le Sénat du Mexique, et le Conseil des ministres choisissent chacun trois candidats. Parmi ces neuf candidats, la chambre basse du Mexique élit le président et le vice-président.
5. La cinquième loi renseigne sur le mode de nomination d'une Cour suprême de 11 membres, élu de la même manière que le président et le vice-président.
6. Les 31 articles de la sixième loi remplacent les « États » de la République fédérale par des « départements », façonnés d'après le modèle français, dont les gouverneurs et les législateurs sont désignés par le président.
7. La septième loi interdit de revenir sur les lois antérieures à la réforme pour six ans.

## Histoire
Bien qu'elles aient été promues par  Santa Anna qui, avec son titre de Président du Mexique, intriguait depuis sa hacienda Manga de Clavo près de Veracruz, les lois furent promulguées par le président par intérim José Justo Corro le 30 décembre 1836. Ces mesures centralisatrices entraînèrent la déclaration d'indépendance du  Texas, celle de  Tamaulipas et celle du  Yucatán. Malgré leur tendance conservatrice, les lois envisageaient la division des pouvoirs. Basé sur les sept lois, un quatrième pouvoir : le ’’Pouvoir Suprême Conservateur’’, composé de cinq citoyens. Ceux-ci auraient dû assumer la présidence, la vice-présidence ou être sénateurs, députés, secrétaires de bureau ou ministres de la Cour. Ce quatrième pouvoir avait le pouvoir de réglementer les actions des autres pouvoirs (législatif, exécutif et judiciaire), sous prétexte que ses membres avaient la capacité d'interpréter la volonté de la nation.
La première étape se déroula de manière modérée, la stratégie étant d'éliminer toute position réformiste afin d'établir une nouvelle constitution. Fondamentalement, cela fut réalisé avec l'ignorance "de facto" de la vice-présidence de Valentín Gómez Farías.
La deuxième étape consista à convertir le Congrès ordinaire en un Congrès constituant, établissant ainsi les bases de la réorganisation de la nation mexicaine, le système fédéraliste étant remplacé par un système centraliste.
La troisième étape consista à rédiger et à promulguer une nouvelle constitution. Le 23 octobre 1835 les "Bases de Réorganisation de la Nation Mexicaine" furent approuvées, le système fédéral promulgué  et un système centraliste provisoire établi. Le 30 décembre 1836, les sept lois constitutionnelles modifiant la constitution furent publiées, les lois secondaires étant approuvées le 24 mai 1837. Elles furent en vigueur pendant les périodes présidentielles de Anastasio Bustamante du 19 avril 1837 au 18 mars 1839, de Antonio López de Santa Anna du 20 mars 1839 au 10 juillet 1839, Nicolás Bravo du 11 juillet 1839 au 17 juillet 1839 et Anastasio Bustamante du 18 juillet 1839 au 22 septembre 1841.